# Winter-X-Games 2009/Freestyle-Skiing
Bei den Winter-X-Games 2009 wurden 8 Wettbewerbe im Freestyle-Skiing ausgetragen.

## Männer

### Skicross
| Platz | Sportler         | Land |
| ----- | ---------------- | ---- |
| 1     | Stanley Hayer    | CAN  |
| 2     | Hiroomi Takizawa | JPN  |
| 3     | Andreas Steffen  | SUI  |
| 4     | Daron Rahlves    | USA  |
| 5     | Brian Bennett    | CAN  |
| 6     | Eric Andersson   | SWE  |

Datum: 25. Januar 2009

### Monoski Cross
| Platz | Sportler                  | Land |
| ----- | ------------------------- | ---- |
| 1     | Tyler Walker              | USA  |
| 2     | Sam Ferguson              | USA  |
| 3     | Kees-Jan van der Klooster | NED  |
| 4     | Felix Snow                | USA  |

Datum: 25. Januar 2009

### Superpipe
| Platz | Sportler               | Land | Run 1 | Run 2 | Run 3 | Best Score |
| ----- | ---------------------- | ---- | ----- | ----- | ----- | ---------- |
| 1     | Xavier Bertoni         | FRA  | 87,66 | 93,66 | 86,00 | 93,66      |
| 2     | Tanner Hall            | USA  | 23,00 | 85,66 | 92,00 | 92,00      |
| 3     | Simon Dumont           | USA  | 26,33 | 90,00 | 91,00 | 91,00      |
| 4     | Justin Dorey           | CAN  | 83,33 | 40,00 | 63,00 | 83,33      |
| 5     | Colby West             | USA  | 75,00 | 79,33 | 19,66 | 79,33      |
| 6     | Duncan Adams           | USA  | 70,33 | 20,00 | 74,66 | 74,66      |
| 7     | Antti-Jussi Kemppainen | FIN  | 66,00 | 72,33 | 15,66 | 72,33      |
| 8     | Kévin Rolland          | FRA  | 12,00 | 50,00 | 12,66 | 50,00      |

Datum: 22. Januar 2009

### Slopestyle
| Platz | Sportler        | Land | Run 1 | Run 2 | Run 3 | Best Score |
| ----- | --------------- | ---- | ----- | ----- | ----- | ---------- |
| 1     | T. J. Schiller  | CAN  | 93,00 | 33,33 | 30,00 | 93,00      |
| 2     | Sammy Carlson   | USA  | 91,00 | 15,00 | 89,66 | 91,00      |
| 3     | Colby West      | USA  | 85,66 | 21,33 | 90,00 | 90,00      |
| 4     | Andreas Håtveit | NOR  | 89,00 | 60,66 | 84,00 | 89,00      |
| 5     | Phil Casabon    | CAN  | 28,00 | 86,33 | 48,33 | 86,33      |
| 6     | Bobby Brown     | USA  | 57,33 | 81,33 | 75,66 | 81,33      |
| 7     | Matt Walker     | USA  | 66,66 | 78,00 | 17,66 | 78,00      |
| 8     | Charles Gagnier | CAN  | 70,00 | 72,00 | 00,00 | 72,00      |

Datum: 25. Januar 2009

### Big Air
| Platz | Sportler     | Land |
| ----- | ------------ | ---- |
| 1     | Simon Dumont | USA  |
| 2     | Jon Olsson   | SWE  |
| 3     | Jacob Wester | SWE  |
| 4     | P. K. Hunder | NOR  |

Datum: 24. Januar 2009

## Frauen

### Skicross
| Platz | Sportler          | Land |
| ----- | ----------------- | ---- |
| 1     | Ophélie David     | FRA  |
| 2     | Magdalena Jonsson | SWE  |
| 3     | Saša Farič        | SLO  |
| 4     | Seraina Murk      | SUI  |
| 5     | Karin Huttary     | AUT  |
| 6     | Kelsey Serwa      | CAN  |

Datum: 25. Januar 2009

### Superpipe
| Platz | Sportler         | Land | Run 1 | Run 2 | Run 3 | Best Score |
| ----- | ---------------- | ---- | ----- | ----- | ----- | ---------- |
| 1     | Sarah Burke      | CAN  | 89,00 | 70,33 | 93,33 | 93,33      |
| 2     | Jen Hudak        | USA  | 92,66 | 30,00 | 21,66 | 92,66      |
| 3     | Jess Cumming     | USA  | 84,00 | 77,00 | 40,66 | 84,00      |
| 4     | Roz Groenewoud   | CAN  | 13,33 | 72,66 | 81,00 | 81,00      |
| 5     | Virginie Faivre  | SUI  | 79,66 | 63,66 | 74,00 | 79,66      |
| 6     | Angeli VanLaanen | USA  | 76,33 | 59,00 | 59,00 | 76,33      |
| 7     | Grete Eliassen   | NOR  | 10,66 | 66,33 | 69,00 | 69,00      |
| 8     | Mirjam Jäger     | SUI  | 31,00 | 61,66 | 64,33 | 64,33      |

Datum: 23. Januar 2009

### Slopestyle
| Platz | Sportler        | Land | Run 1 | Run 2 | Best Score |
| ----- | --------------- | ---- | ----- | ----- | ---------- |
| 1     | Anna Segal      | AUS  | 85,00 | 67,33 | 85,00      |
| 2     | Grete Eliassen  | NOR  | 55,00 | 79,00 | 79,00      |
| 3     | Kaya Turski     | CAN  | 70,00 | 76,33 | 76,33      |
| 4     | Keri Herman     | USA  | 45,00 | 63,33 | 63,33      |
| 5     | Megan Olenick   | USA  | 38,00 | 61,33 | 61,33      |
| 6     | Kristi Leskinen | USA  | 40,00 | 50,00 | 50,00      |
| 7     | Sarah Burke     | CAN  | 31,33 | 42,00 | 42,00      |
| 8     | Kim Lamarre     | CAN  | 19,00 | 00,00 | 19,00      |

Datum: 24. Januar 2009